# Oleg Zemlyakov
Oleg Zemlyakov (Petropavl, 7 de julho de 1993) é um ciclista profissional cazaque que atualmente corre para a equipa Apple Team.

## Palmarés
2014
- 2º no Campeonato do Cazaquistão Contrarrelógio

2015
- Campeonato do Cazaquistão de Estrada

2016
- Tour das Filipinas, mais 1 etapa